# Matilde Casazola
Matilde Casazola Mendoza (Sucre, Bolivia, 19 de enero de 1943) es una poetisa, música y compositora boliviana que ha logrado entrelazar la poesía y la música, componiendo canciones enraizadas en la tradición musical de su país.

## Vida y obra
Es hija de Juan Casazola Ugarte y Tula Mendoza Loza, nieta de autor del “Macizo boliviano”, Jaime Mendoza. A los 11 años ganó el Primer Premio en los Juegos Floreales Infantiles de la ciudad de Sucre. Estudió en la Escuela Normal de Maestros, sección musical, donde el Profesor Español Pedro García Ripoll fue uno de sus maestros.
En 1974, visitó la Argentina, donde hizo una extensa gira cantando y componiendo más poemas y canciones. Al regresar relizó sus primeros recitales en Bolivia. Luego, en 1982 realizó una extensa gira por Europa cantando y componiendo, ampliando los horizontes de su búsqueda artística.
Tiene publicados trece libros de poesía y nueve álbumes musicales. Ha ejercido la cátedra de guitarra por varios años en la Escuela Nacional de Folklore “Mauro Núñez Cáceres” de la ciudad de La Paz. 
Su obra poética incluye los siguientes libros: Los ojos abiertos (1967), Los cuerpos (1967), Una revelación (1967), Los racimos (1985), Amores de alas fugaces (1986), Estampas, meditaciones, cánticos (1990) y El espejo del ángel (1991). Entre sus publicaciones más importantes, se debe destacar Obra Poética (Imprenta Judicial, Sucre, 1996), que compendia doce de sus libros de poemas, y Canciones del Corazón para la Vida (Ediciones Gráficas E.G., La Paz, 1998), cancionero que abarca cuarenta de sus composiciones en letra y música. 
Su obra está citada en antologías nacionales y extranjeras, así como sus canciones son difundidas por artistas connotados como Emma Junaro, Luis Rico y Jenny Cárdenas. 
En 2004 publicó La Carne de los Sueños (Editorial La Hoguera, Santa Cruz), incluida dentro de su poesía en la llamada Serie Autobiográfica. Este volumen abarca la obra producida entre los años 1982 y 1983.
En el 2006 el cineasta ítalo-boliviano Paolo Agazzi estrenó la película "El atraco" en ella el compositor Cergio Prudencio musicalizó poemas de Matilde Casazola, interpretados por la cantante y actriz española Lucía Jiménez, uno de ellos titulado La noche más cruel.

## Premios y reconocimientos

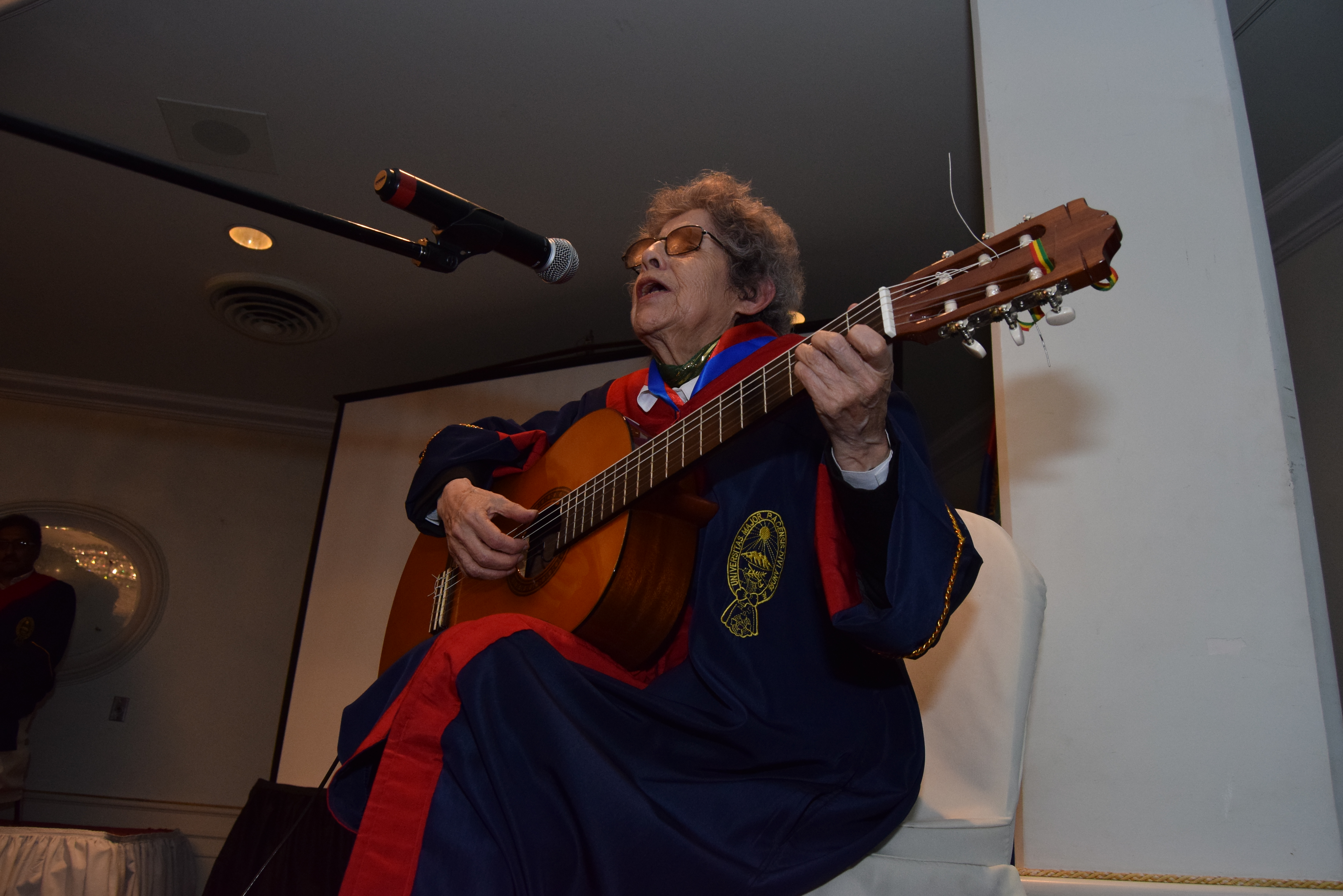
Casazola durante un homenaje en su honor, en 2017.

Entre los reconocimientos que ha recibido se encuentran:
- Premio Nacional de Cultura de Bolivia (2017)
- Doctorado honoris causa de la Universidad Mayor de San Andrés de La Paz (2017)
- Premio al Pensamiento y la Cultura “Antonio José de Sucre” (2003)
- Premio “ORFEO Músico Latinoamericano”, Valencia, España (2002)
- Escudo de Armas de la ciudad de Sucre “a la mejor Compositora Nacional” (2000)
- Premio UNESCO “Cerro Rico de Potosí” (1999)
- Premio a la Cultura “Manuel Vicente Ballivián”
- Medalla “Juan Frías de Herrán” (2019) de la Universidad Mayor de San Francisco Xavier